# Georg Friedrich Benecke
Georg Friedrich Benecke, född 10 juni 1762 i Mönchsroth, död 21 augusti 1844 i Göttingen, var en tysk språkforskare.
Benecke stod i nära förbindelse med Jacob Grimm och Karl Lachmann, och var tillsammans med den senare grundläggare av den efter den klassiska filologins mönster utbildade textkritiska metoden i tysk medeltidsfilologi. Han efterlämnade material till en Mittelhochdeutsches Wörterbuch, senare utgiven av Wilhelm Konrad Hermann Müller och fortsatt av Friedrich Zarncke (1854-61).